# Josef Schmid (lekkoatleta)
Josef Schmid (ur. 15 lutego 1953 w Altshausen) – niemiecki lekkoatleta, średniodystansowiec, halowy mistrz Europy z 1973. W czasie swojej kariery reprezentował Republikę Federalną Niemiec.
W wieku 19 lat wystąpił na igrzyskach olimpijskich w 1972 w Monachium, gdzie odpadł w półfinale biegu na 800 metrów.
Zdobył złoty medal w sztafecie 4 × 4 okrążenia na halowych mistrzostwach Europy w 1973 w Rotterdamie (sztafeta RFN biegła w składzie: Reinhold Soyka, Schmid, Thomas Wessinghage i Paul-Heinz Wellmann). Odpadł w półfinale biegu na 800 metrów na mistrzostwach Europy w 1974 w Rzymie.
Zdobył srebrny medal w biegu na 800 metrów na halowych mistrzostwach Europy w 1976 w Monachium, za Ivo Van Damme z Belgii, a przed Milovanem Saviciem z Jugosławii.
Schmid był wicemistrzem RFN w biegu na 800 metrów w 1974 i 1976 oraz brązowym medalistą w tej konkurencji w 1972 i 1975, a także mistrzem w sztafecie 4 × 800 metrów w 1974 i 1975. W hali był mistrzem RFN w biegu na 800 metrów w 1973 i 1974 oraz wicemistrzem na tym dystansie w 1976, a także mistrzem w sztafecie 3 × 1000 metrów w 1975.
Rekord życiowy Schmida w biegu na 800 metrów wynosił 1:46,3, ustanowiony 2 sierpnia 1972 w Waiblingen.